# WTA German Open 1988
ПТА German Open 1988 — жіночий тенісний турнір, що проходив на відкритих кортах з ґрунтовим покриттям Rot-Weiss Tennis Club у Західному Берліні. Належав до турнірів 1-ї категорії в рамках Туру WTA 1988. Відбувсь удев'ятнадцяте і тривав з 9 до 15 травня 1988 року. Перша сіяна Штеффі Граф здобула титул в одиночному розряді.

## Фінальна частина

### Одиночний розряд
Штеффі Граф —  Гелена Сукова 6–3, 6–2
- Для Граф це був 4-й титул в одиночному розряді за сезон і 23-й — за кар'єру.

### Парний розряд
Ізабель Демонжо /  Наталі Тозья —  Клаудія Коде-Кільш /  Гелена Сукова 6–2, 4–6, 6–4
- Для Демонжо це був 1-й титул за рік і 2-й - за кар'єру. Для Тозья це був 1-й титул за рік і 2-й - за кар'єру.